# 細紋鰏
細紋鰏（学名：Leiognathus berbis），俗名碗米仔、金錢仔，為輻鰭魚綱鱸形目鰏科的其中一個種。

## 分布
本魚分布於印度西太平洋區，包括東非、馬達加斯加、模里西斯、塞席爾群島、亞丁灣、紅海、波斯灣、馬爾地夫、巴基斯坦、印度、斯里蘭卡、孟加拉灣、安達曼海、泰國、越南、馬來西亞、柬埔寨、台灣、中國沿海、日本、韓國、菲律賓、印尼、澳洲、新幾內亞、馬里亞納群島、馬紹爾群島、帛琉、密克羅尼西亞、所羅門群島、諾魯、新喀里多尼亞等海域。

## 深度
水深1至40公尺。

## 特徵
本魚頭部裸出無鱗。腹緣的輪廓較背緣相同。背鰭與臀鰭鰭條上皆無橙黃色暗點。標準體長為體高2.3倍。；頭長為眼徑之2倍。體背淡黃銀白，腹部白色，吻上端黑色。背部有不規則的暗斑或有角的線紋，排列有致。體長可達10公分。

## 生態
本魚熱帶、亞熱帶近海暖水魚類。多活動於上層水域，攝食小型浮游生物。

## 經濟利用
屬於小型食用魚，通常煮薑絲湯，味道適宜。